# Verkiezingen voor het Europees Parlement 2004/Kandidatenlijst/Sozialistische Partei
Dit is de kandidatenlijst van de Belgische SP voor de Europese Parlementsverkiezingen van 2004.

## Effectieven
1. Werner Baumgarten

## Opvolgers
1. Odette Schmitt-Rauw
2. Heinz Salzburger
3. Erika Schröder-Peiffer
4. Jean-Luc Velz
5. Alain Lennertz
6. Resi Stoffels